# Niccolò Spinola

Spinolas Kardinalswappen (schematische Darstellung)

Niccolò Gaetano Spinola, polnisch Mikołaj Spinola, (* 20. Februar 1659 in Madrid; † 12. April 1735 in Rom) war ein spanischer Kardinal der Römischen Kirche.

## Leben
Spinola stammt aus der genuesischen Adelsfamilie Spinola und war eines von elf Kindern von Giovanni Domenico Spinola und Angela Schiattini. Er war Großneffe von Kardinal Giandomenico Spinola (Kreierung 1626), Neffe von Kardinal Giambattista Spinola, seniore (1681). Andere Kardinäle aus den verschiedenen Zweigen der Familie Spinola waren Agostino Spinola (1527), Filippo Spinola (1583), Orazio Spinola (1606), Agustín Spínola (1621), Giulio Spinola (1666), Giambattista Spinola, iuniore (1695), Giorgio Spinola (1719), Giovanni Battista Spinola (1733), Girolamo Spinola (1759) und Ugo Pietro Spinola (1831).
Niccolò Spinola studierte an der Universität La Sapienza und promovierte zum Doktor beider Rechte. Er war zeitweise Relator des Tribunals der Apostolischen Signatur. 1693 wurde er Apostolischer Visitator für Todi und Spoleto. Am 20. September 1695 wurde er Präsident der Apostolischen Kammer.
Obwohl schon seit 3. März 1696 Kleriker der Apostolischen Kammer, wurde er erst am 3. Oktober 1706 im Alter von 47 Jahren zum Priester geweiht und am Tag darauf ernannte Papst Clemens XI. ihn zum Titularerzbischof von Thebae. Bereits eine Woche nach der Priesterweihe, am 10. Oktober 1706, spendete Lorenzo Casoni, Kardinalpriester von San Bernardo alle Terme, ihm in Santa Caterina dei Funari die Bischofsweihe; Mitkonsekratoren waren Antonio Francesco Sanvitale, vormaliger Apostolischer Nuntius in Florenz, und Giorgio Spinola, Bischof von Albenga. Im November 1706 ernannte der Papst ihn zum Apostolischen Nuntius in Florenz, ein Amt, das er bis zum September 1707 innehatte. Am 29. Oktober 1707 wurde er zum Nuntius in Polen ernannt. Im April 1712 gab er sein Amt ab und wurde am 1. Juli 1712 Generalauditor der Apostolischen Kammer.
Am 16. Dezember 1715 kreierte Papst Clemens XI. ihn zum Kardinal und am 8. Juni 1716 wurde ihm die Titelkirche San Sisto Vecchio zugewiesen. Am 29. Januar 1725 wechselte er zur Titelkirche Santi Nereo e Achilleo.
Am 8. Mai 1721 wurde er zum Präfekten der Congregazione dei Confini ernannt, ein Amt, das er bist zum Tod innehatte. Vom 17. Januar 1724 bis 20. Februar 1726 war er Kämmerer des Heiligen Kardinalskollegiums.
Spinola nahm an den Konklaven von 1721, 1724 und 1730 teil.
Der Kardinal wurde nach seinem Hinscheiden in der Kirche der Päpstlichen Universität Urbaniana in Rom beigesetzt.